# Deshaun Thomas
Deshaun Thomas (nascut el 29 d'agost de 1991) és un jugador de bàsquet professional estatunidenc.
Thomas va jugar basquetbol universitari a la Universitat Estatal d'Ohio. Va ser seleccionat 58è en el Draft de l'NBA del 2013 pels San Antonio Spurs, amb qui va jugar la Lliga d'estiu fent una mitjana de 12,4 punts, 5 rebots i 1,2 assistències en cinc partits. El 16 d'agost de 2013, va signar amb la JSF Nanterre de França per a la temporada 2013-14.
La temporada 2014-15 va jugar al FC Barcelona, i l'any següent, després d'una nova participació a la Summer League va ser adquirit pels Austin Spurs de la NBA Development League. El 29 de juny de 2016 s'integra als Charlotte Hornets per a la NBA Summer League 2016, i aquell estiu signa un acord 1+1 amb el club turc Anadolu Efes.
La temporada 2017-18 juga al Maccabi Tel Aviv israelià, amb qui guanya una Copa israeliana i la Lliga d'aquell país. Els dos anys següents els jugarà amb el Panathinaikos, unint-se al seu antic entrenador Xavi Pascual, on a la primera temporada guanyarà també Copa i Lliga.
La temporada 2020-21 jugarà a l'Alvark Tokyo de la lliga japonesa. L'estiu de 2021 torna a Europa i fitxa pel Bayern de Múnic, i l'any següent per l'Olimpia Milano.
L'estiu de 2023 fitxa pel Club Joventut Badalona, on hi jugarà fins al mes de gener de la mateixa temporada.